# Stevan Pletikosić
Stevan Pletikosić (cyr. Стеван Плетикосић; ur. 14 marca 1972 w Kragujevacu) – serbski strzelec sportowy, brązowy medalista olimpijski z Barcelony.
Specjalizował się w strzelaniu karabinowym. Zawody w 1992 roku były jego pierwszymi igrzyskami olimpijskimi. Sięgnął po medal w karabinie małokalibrowym w pozycji leżącej (50 m). Startował wówczas jako niezależny olimpijczyk. W kolejnych dwóch igrzyskach (IO 96, IO 00) brał udział jako reprezentant Federalnej Republiki Jugosławii, w 2004 roku w barwach Serbii i Czarnogóry, a w 2008 roku – Serbii. W różnych konkurencjach był medalistą mistrzostw świata i Europy, w tym w rywalizacji juniorskiej. Jako senior sięgnął po dwa srebrne medale mistrzostw świata: w 1994 roku w karabinie małokalibrowym w pozycji leżącej (50 m) oraz w 2006 roku w trzech postawach (50 m).

## Igrzyska olimpijskie
| Igrzyska | Miejscowość    | Konkurencja                                 | Kwalifikacje | Kwalifikacje | Finał                  | Finał                  |
| Igrzyska | Miejscowość    | Konkurencja                                 | Wynik        | Pozycja      | Wynik                  | Pozycja                |
| -------- | -------------- | ------------------------------------------- | ------------ | ------------ | ---------------------- | ---------------------- |
| IO 1992  | Barcelona      | Karabin małokalibrowy, pozycja leżąca, 50 m | 597          | 3. Q         | 701,1                  | brąz                   |
| IO 1996  | Atlanta        | Karabin małokalibrowy, pozycja leżąca, 50 m | 595          | 11.          | Nie zakwalifikował się | Nie zakwalifikował się |
| IO 1996  | Atlanta        | Karabin małokalibrowy, trzy pozycje, 50 m   | 1156         | 35.          | Nie zakwalifikował się | Nie zakwalifikował się |
| IO 2000  | Sydney         | Karabin pneumatyczny, 10 m                  | 583          | 38.          | Nie zakwalifikował się | Nie zakwalifikował się |
| IO 2000  | Sydney         | Karabin małokalibrowy, pozycja leżąca, 50 m | 591          | 30.          | Nie zakwalifikował się | Nie zakwalifikował się |
| IO 2000  | Sydney         | Karabin małokalibrowy, trzy pozycje, 50 m   | 1156         | 29.          | Nie zakwalifikował się | Nie zakwalifikował się |
| IO 2004  | Ateny          | Karabin pneumatyczny, 10 m                  | 586          | 39.          | Nie zakwalifikował się | Nie zakwalifikował się |
| IO 2004  | Ateny          | Karabin małokalibrowy, pozycja leżąca, 50 m | 586          | 42.          | Nie zakwalifikował się | Nie zakwalifikował się |
| IO 2004  | Ateny          | Karabin małokalibrowy, trzy pozycje, 50 m   | 1153         | 28.          | Nie zakwalifikował się | Nie zakwalifikował się |
| IO 2008  | Pekin          | Karabin pneumatyczny, 10 m                  | 595          | 8. Q         | 697,7                  | 7.                     |
| IO 2008  | Pekin          | Karabin małokalibrowy, pozycja leżąca, 50 m | 594          | 10.          | Nie zakwalifikował się | Nie zakwalifikował się |
| IO 2008  | Pekin          | Karabin małokalibrowy, trzy pozycje, 50 m   | 1168         | 11.          | Nie zakwalifikował się | Nie zakwalifikował się |
| IO 2016  | Rio de Janeiro | Karabin małokalibrowy, pozycja leżąca, 50 m | 621,6        | 21.          | Nie zakwalifikował się | Nie zakwalifikował się |
| IO 2016  | Rio de Janeiro | Karabin małokalibrowy, trzy pozycje, 50 m   | 1168         | 25.          | Nie zakwalifikował się | Nie zakwalifikował się |